# 薩林鎮區 (密蘇里州奧德雷恩縣)
薩林鎮區（英語：Saling Township）是位於美國密蘇里州奧德雷恩縣的一個行政鎮區。

## 地方資料
薩林鎮區的面積為203.51平方千米，當中陸地面積為202.92平方千米，而水域面積為0.59平方千米。根據2020年美國人口普查的數據，當地共有人口1477人，而人口密度為每平方千米7.26人。